# Lijst van voetbalinterlands Niger - Tanzania
Deze lijst van voetbalinterlands is een overzicht van alle officiële voetbalwedstrijden tussen de nationale teams van Niger en Tanzania. De Afrikaanse landen hebben tot op heden drie keer tegen elkaar gespeeld. De eerste ontmoeting, een kwalificatiewedstrijd voor de Afrika Cup 2023, werd gespeeld in Cotonou (Benin) op 4 juni 2022. Het laatste duel, een kwalificatiewedstrijd voor het Wereldkampioenschap voetbal 2026, vond plaats op 18 november 2023 in Marrakesh (Marokko).

## Wedstrijden
| № | Plaats        | Datum            | Competitie                   | Wedstrijd        | Uitslag |
| - | ------------- | ---------------- | ---------------------------- | ---------------- | ------- |
| 1 | Cotonou       | 4 juni 2022      | Afrika Cup 2023 kwalificatie | Niger − Tanzania | 1 − 1   |
| 2 | Dar es Salaam | 18 juni 2023     | Afrika Cup 2023 kwalificatie | Tanzania − Niger | 1 − 0   |
| 3 | Marrakesh     | 18 november 2023 | WK 2026 kwalificatie         | Niger − Tanzania | 0 − 1   |

## Samenvatting
| Competitie              | Totaal gespeeld | Winst Niger | Gelijk | Winst Tanzania | Doelsaldo Niger – Tanzania |
| ----------------------- | --------------- | ----------- | ------ | -------------- | -------------------------- |
| WK-kwalificatie         | 1               | 0           | 0      | 1              | 0 − 1                      |
| Afrika Cup-kwalificatie | 2               | 0           | 1      | 1              | 1 − 2                      |
| Totaal                  | 3               | 0           | 1      | 2              | 1 – 3                      |

Wedstrijden bepaald door strafschoppen worden, in lijn met de FIFA, als een gelijkspel gerekend.
FNF · Nigerees vrouwenelftal
Interlands
Tegenstander:
Algerije ·
Angola ·
Benin ·
Botswana ·
Burkina Faso ·
Burundi ·
Congo-Brazzaville ·
Congo-Kinshasa ·
Djibouti ·
Egypte ·
Equatoriaal-Guinea ·
Ethiopië ·
Gabon ·
Gambia ·
Ghana ·
Guinee ·
Ivoorkust ·
Kaapverdië ·
Kameroen ·
Lesotho ·
Liberia ·
Libië ·
Madagaskar ·
Mali ·
Marokko ·
Mauritanië ·
Mozambique ·
Namibië ·
Nigeria ·
Oeganda ·
Oekraïne ·
Senegal ·
Sierra Leone ·
Soedan ·
Somalië ·
Swaziland ·
Tanzania ·
Togo ·
Tsjaad ·
Tunesië ·
Zambia ·
Zuid-Afrika
FAT · A-internationals · Olympische elftal · Vrouwenelftal
Algerije ·
Angola ·
Benin ·
Botswana ·
Brazilië ·
Bulgarije ·
Burkina Faso ·
Burundi ·
Centraal-Afrikaanse Republiek ·
China ·
Congo-Brazzaville ·
Congo-Kinshasa ·
Djibouti ·
Egypte ·
Equatoriaal-Guinea ·
Eritrea ·
Ethiopië ·
Gabon ·
Gambia ·
Ghana ·
Guinee ·
Indonesië ·
Ivoorkust ·
Jemen ·
Kaapverdië ·
Kameroen ·
Kenia ·
Lesotho ·
Liberia ·
Libië ·
Madagaskar ·
Malawi ·
Marokko ·
Mauritanië ·
Mauritius ·
Mongolië ·
Mozambique ·
Namibië ·
Nieuw-Zeeland ·
Niger ·
Nigeria ·
Oeganda ·
Palestina ·
Rwanda ·
Saoedi-Arabië ·
Senegal ·
Seychellen ·
Soedan ·
Somalië ·
Swaziland ·
Togo ·
Tsjaad ·
Tunesië ·
Zambia ·
Zimbabwe ·
Zuid-Afrika